# Вицентини, Луи Альбер
Луи Альбер Византини, Вицентини (фр. Louis Albert Vizentini; 9 ноября 1841, Париж — 21 октября 1906, Париж) — французский дирижёр, композитор, театральный режиссёр.
Отпрыск итальянской театральной династии, частично переселившейся в Париж. Дебютировал на театральной сцене в шестилетнем возрасте в театре «Одеон». Учился в Брюссельской консерватории у Юбера Леонара (скрипка) и Франсуа Жозефа Фети (композиция), завершив учёбу в 1861 г.
В 1861—1866 гг. концертмейстер оркестра парижского Théâtre Lyrique. Одновременно выступал с концертами, пробовал себя как дирижёр, с 1865 г. активно публиковался как музыкальный критик, выступил как композитор с опереттами «Цыганка» (фр. La Tsigane; 1865) и «Мрачная мельница» (фр. Le Moulin ténébreux; 1869).
С 1875 г. главный дирижёр театра Gaîté-Lyrique, дебютировал премьерой оперетты Жака Оффенбаха «Путешествие на луну», затем перестроил репертуар в направлении более серьёзных произведений и осуществил ряд оперных премьер, в том числе «Димитрий Самозванец» Викторена де Жонсьера и «Серебряный колокольчик» Камиля Сен-Санса, однако в 1878 г. труппа обанкротилась. В январе 1879 г. Вицентини участвовал в грандиозном гастрольном парижском выступлении Иоганна Штрауса, чередуясь с композитором за дирижёрским пультом.
В 1879—1889 гг. работал преимущественно в России как режиссёр санкт-петербургских Императорских театров. Совместно с дирижёром Модесто Бевиньяни был инициатором утренних концертов в зале Дворянского собрания при участии солистов и оркестра Итальянской оперы. В 1887 г. дирижировал французским репертуаром во время летних концертов в Павловском вокзале.
Вернувшись во Францию, работал преимущественно как театральный режиссёр и администратор, в том числе в Лионской опере (1897—1898), где впервые во Франции поставил «Нюрнбергских мейстерзингеров» Рихарда Вагнера и сам продирижировал ими, а затем до конца жизни в Опера-комик. В 1890-е гг. поставил ещё две свои оперетты.